# Lindholm (Gevninge Sogn)
 Denne artikel omhandler herregården Lindholm. Opslagsordet har også en anden betydning, se Lindholm.
Lindholm er en herregård ca. en halv kilometer syd for landevejen Roskilde-Holbæk i Gevninge Sogn, Voldborg Herred, Lejre Kommune. Den er ret ung som egentlig herregård, men stedet har tidligere givet plads for andre gårde, som peger langt tilbage i historien.
Hovedbygningen er opført i 1730 ved J.C. Krieger. Lindholm / Selsø Godser er på 983,8 hektar. Til godset hører desuden Lindenborg Kro.
Navnet Lindholm nævnes første gang i 1333, da en Johannes Hviding pantsætter sin ejendom i Lindholm til Sankt Clara Kloster i Roskilde. Efter reformationen har der været skiftende ejere. I 1690 blev det købt af overkrigskommissær Gothard Braem sammen med de omkringliggende bondegårde, samt kaldsret over Gevninge og Herslev kirker. Efter sin død i 1702 blev han med sin hustru og deres to børn begravet i en krypt på nordsiden af Gevninge Kirke.
Siden 1728 har godset været i Scheel-Plessen-slægtens eje.

## Ejere af Lindholm
- (før 1333) Johannes Hviding
- (1333-1536) Sankt Clara Kloster
- (1536-1616) Kronen
- (1616-1618) Breide Henriksen von Rantzau
- (1618-1633) Hans Lindenov
- (1633-1639) Christen Friis til Kagerup
- (1639-1645) Barbara Wittrup gift Friis
- (1645-1664) Jørgen Christensen Friis
- (1664-1673) Hans Zöega
- (1673-1683) Rasmus Bartholin
- (1683-1690) Rasmus Bartholin / Ole Rømer
- (1690-1700) Gothard Braem
- (1700-1704) Anna Cathrine Wendelmann gift (1) Braem (2) Wildschütz
- (1704-1726) Severin Wildschütz
- (1726-1728) Anna Cathrine Wendelmann gift (1) Braem (2) Wildschütz
- (1728-1752) Christian Ludvig von Plessen
- (1752-1801) Christian Ludvig Mogensen Scheel-Plessen
- (1801-1819) Mogens Christiansen Scheel-Plessen
- (1819-1856) Mogens Joachim Scheel-Plessen
- (1856-1892) Carl Scheel-Plessen
- (1892-1915) Carl Gabriel Joachim Wilhelm Carlsen lensgreve Scheel-Plessen
- (1915-1948) Magnus Carl August Wilhelm Otto Carlsen von Plessen af Scheel
- (1948-1964) Victor Frederik Carl Carlsen baron von Plessen af Scheel
- (1964-2004) Marina Elisabeth Ursula Victorsdatter baronesse von Plessen af Scheel gift von Malsen-Ponickau
- (2004-) Johann Philip Johansen baron von Malsen-Plessen